# Madison Kocian
Madison Taylor Kocian (* 15. Juni 1997 in Dallas, Texas) ist eine ehemalige US-amerikanische Kunstturnerin.

## Sportliche Erfolge
Am Stufenbarren gewann sie an den Turn-Weltmeisterschaften 2015 in Glasgow (gemeinsam mit drei anderen Turnerinnen) die Goldmedaille sowie an den Olympischen Spielen 2016 in Rio de Janeiro die Silbermedaille. Als Mitglied des Teams der Vereinigten Staaten gewann sie die Goldmedaille des Mannschaftsmehrkampfs der Frauen an den Turn-Weltmeisterschaften 2014 und 2015 sowie an den Olympischen Spielen 2016 in Rio de Janeiro. Seit 2016 studiert sie an der University of California, Los Angeles (UCLA) und ist Teil deren universitären NCAA-Teams. Vom aktiven Profisport ist sie zurückgetreten.

## Privatleben
Kocian wurde 1997 in Dallas, Texas geboren. Mit fünf Jahren fing sie an, bei Waleri Wiktorowitsch Ljukin an der World Olympic Gymnastics Academy in Plano, Texas zu trainieren. Sie besuchte die Spring Creek Academy, ebenfalls in Plano, und machte ihren High-School-Abschluss im Jahr 2015. Danach begann sie im Herbst 2016 mit ihrem Studium an der UCLA und trat deren Frauen-Turnmannschaft bei.
Sie hat einen jüngeren Bruder.
2018 gaben Kocian und Kyla Ross bekannt, dass sie wie mehr als 250 andere junge Athletinnen vom Teamarzt des amerikanischen Turnteams, Larry Nassar, missbraucht wurden.